# Grzeszyn
Grzeszyn [pronunciación en polaco: /ˈɡʐɛʂɨn/] es un pueblo ubicado en el distrito administrativo de Gmina Buczek, dentro del condado de Łask, voivodato de Łódź, en el centro de Polonia. Se encuentra a unos 7 kilómetros al noreste de Buczek, a 11 kilómetros al sureste de Łask, y a 32 kilómetros al suroeste de la capital regional Łódź.